# Vláda Friedricha Merze
Vláda Friedricha Merze (německy Kabinett Merz) je vládní kabinet Spolkové republiky Německo vládnoucí od května 2025. V čele vlády stojí bývalý poslanec Evropského parlamentu Friedrich Merz. Vláda je tvořena zástupci jeho Křesťanskodemokratické unie (CDU) a Křesťansko-sociální unie (CSU) a koaličních partnerů ze Sociálnědemokratické strany Německa (SPD).
Vláda vzešla z německých předčasných voleb v únoru 2025, ve kterých zvítězila právě CDU/CSU a s SPD tak s 328 křesly ze 630 spolu sestavily většinu v Bundestagu. Strany po volbách vstoupily do vyjednávání o nové vládě a 5. května 2025 podepsaly koaliční smlouvu. Bundestag zvolil Merze spolkovým kancléřem o den později 6. května; stalo se tak nicméně až na druhý pokus (v prvním kole volby Merz zvolen nebyl). Prezident Frank-Walter Steinmeier vládu jmenoval o den později a zároveň přesně půl roku poté, co padla předchozí vláda Olafa Scholze.